# 1975 في الصين
فيما يلي قوائم الأحداث التي وقعت خلال عام 1975 في الصين.

## سياسة

### تعيين في المنصب
- 17 يناير – سونغ تشينغ لينغ نائب رئيس اللجنة الدائمة للمجلس الوطني لنواب الشعب [الإنجليزية]‏.

### انتهاء فترة المنصب
- 17 يناير – سونغ تشينغ لينغ نائب رئيس جمهورية الصين الشعبية.

## مواليد

### أبريل
- 21 أبريل – وو تشنجيينغ لاعب كرة قدم صيني.

### مايو
- 4 مايو – أدهم ماميت

### يونيو
- 12 يونيو – تانغ تسان مغنية صينية.
- 20 يونيو – لي شياوبنغ لاعب كرة قدم صيني.

### أغسطس
- 1 أغسطس – داني تشن
- 27 أغسطس – تشونغ ساي هو لاعب كرة قدم هونغ كونغي.

### سبتمبر
- 3 سبتمبر – دانييل تشن
- 27 سبتمبر – سام لي

### نوفمبر
- 20 نوفمبر – مينك بيتر لاعب كرة سلة صيني.
- 29 نوفمبر – سو رونجزاي متسابق دراجات نارية صيني.

## وفيات

### يناير
- 1 يناير – ما بوفانغ (مواليد 1903) سياسي صيني.

### مارس
- 5 مارس – خورخي أر. اكوستا (مواليد 1904)

### أبريل
- 5 أبريل – شيانج كاي شيك (مواليد 1887) حاكم سابق في الصين ثم ( تايوان ).